# Ben Aris
Ben Aris (Londen, 16 maart 1937 - Surrey, 4 september 2003) was een Brits acteur. Hij speelde vooral excentrieke en aristocratische rollen. Hij is bekend om zijn rol als dansinstructeur Julian Dalrympie-Sykes in de komische televisieserie Hi-de-Hi! en om zijn rol als Spalding in de televisieserie To the Manor Born. Ook was hij actief in de theaterwereld.
Ben Aris was getrouwd met Yemaiel Oven van 1966 tot aan zijn dood in 2003. Samen hadden ze twee kinderen, waaronder acteur Jonathan Aris.

## Filmografie
- Tom Brown's Schooldays (1951, niet op aftiteling)
- The Plague of the Zombies (1966)
- The Mini-Mob (1967)
- If.... (1968)
- The Charge of the Light Brigade (1968)
- Lionheart (1968)
- Hamlet (1969)
- The Music Lovers (1970)
- Get Carter (1971)
- Savage Messiah (1972)
- Digby, the Biggest Dog in the World (1973)
- The Three Musketeers (1973)
- O Lucky Man! (1973)
- Juggernaut (1974)
- Smokey Joe's Revenge (1974)
- Royal Flash (1975)
- Tommy (1975)
- Old Drac (1975)
- The Ritz (1976)
- I'm Not Feeling Myself Tonight (1976)
- Alfie Darling (1976)
- Dr. Jekyll and Mr. Hyde (1980)
- Sir Henry at Rawlinson End (1980)
- Christmas Spirits (1981)
- Night Train to Murder (1983)
- Star Quality (1985)
- Hold the Dream (1986)
- A Hazard of Hearts (1987)
- King of the Wind (1990)
- Further Up Pompeii (1991)
- Fergie & Andrew: Behind the Palace Doors (1992)
- U.F.O. (1993)
- The Last Englishman (1995)
- The King of Chaos (1998)
- Undertaker's Paradise (2000)
- Relative Values (2000, niet op aftiteling)
- Up at the Villa (2000)
- Ready (2002)

## Televisieseries
- ITV Sunday Night Drama (1959)
- Gazette (1968)
- Jamie (1971)
- Comedy Playhouse (1972)
- Some Mothers Do 'Ave 'Em (1973)
- Doctor Who (1974)
- Sam and the River (1975)
- Village Hall (1975)
- Crown Court (1975)
- Wodehouse Playhouse (1976)
- Target (1977)
- Get Some In! (1977)
- Play for Today (1978 en 1983)
- BBC2 Play of the Week (1978)
- Famous Five (1978)
- Hazell (1978)
- To the Manor Born (1980-1981)
- The Assassination Run (1980)
- Spy! (1980)
- Cribb (1981)
- Jackanory Playhouse (1981)
- The Treachery Game (1981)
- By the Sword Divided (1983)
- Bergerac (1983)
- Hi-de-Hi! (1984-1988)
- Shine on Harvey Moon (1984)
- All in Good Faith (1985)
- Executive Stress (1986)
- Paradise Postponed (1986)
- Slinger's Day (1986)
- Call Me Mister (1986)
- Chance in a Million (1986)
- First of the Summer Wine (1988)
- The Comic Strip Presents... (1988)
- Agatha Christie's Poirot (1989)
- Boon (1990)
- You Rang, M'Lord? (1990)
- No Job for a Lady (1991)
- Me, You and Him (1992)
- The Good Guys (1992)
- Lady Chatterley (1993)
- The Queen's Nose (1999)